# 669

## Nașteri
- dată necunoscută: Papa Grigore al II-lea  (d. 731)
- dată necunoscută: Iustinian al II-lea  (d. 711)

## Decese
- dată necunoscută: Hasan  (n. 625)
- dată necunoscută: Mezezius (uzurpator)  (n. 622)